# Shintaï-Budo
 (septembre 2016).
Si vous disposez d'ouvrages ou d'articles de référence ou si vous connaissez des sites web de qualité traitant du thème abordé ici, merci de compléter l'article en donnant les références utiles à sa vérifiabilité et en les liant à la section « Notes et références ».
Le Shintaï-Budo est une école de JIU-JIUTSU (également appelé JU-JITSU) qui intègre la boxe poings-pieds, les projections et le relevage sous contrainte de "douleur". Par ailleurs les techniques de ligotages sont également présentes, d'une part dans le KATA de "canne épée" (SHIKOMIZUE NO KATA) mais également dans la série des "HOJO-TE" (ou HOYO-TE). Il est entendu que les techniques de ligotage peut être effectuées avec une ou deux cordelettes... c'est selon...
Travail avec armes : bâton court, bâton long, tonfa de sécurité, canne, canne épée, nunchaku, couteau sont les armes utilisées. Le BATTO-JUTSU (coupe réalisée avec un sabre) est également intégré dans le cursus de SHINTAÏ-BUDO.
Utilisation des points vitaux lors des combats à mains nues et lors de l'utilisation du BO, du TAMBO et autres dérivés du bâton.
Les assauts avec les protections et avec des armes en mousse (pour d'évidentes questions de sécurité) sont également au programme.
La progression en "boxe poings-pieds" est assurée au travers de "kumités", tant au niveau du travail à mains nues qu'au niveau du travail avec armes. L'objectif étant d'acquérir une "science du combat", dans le respect total du partenaire.
Ressources documentaires : écrits du responsable technique de l'école ESCAMAR